# Amritanandamayi

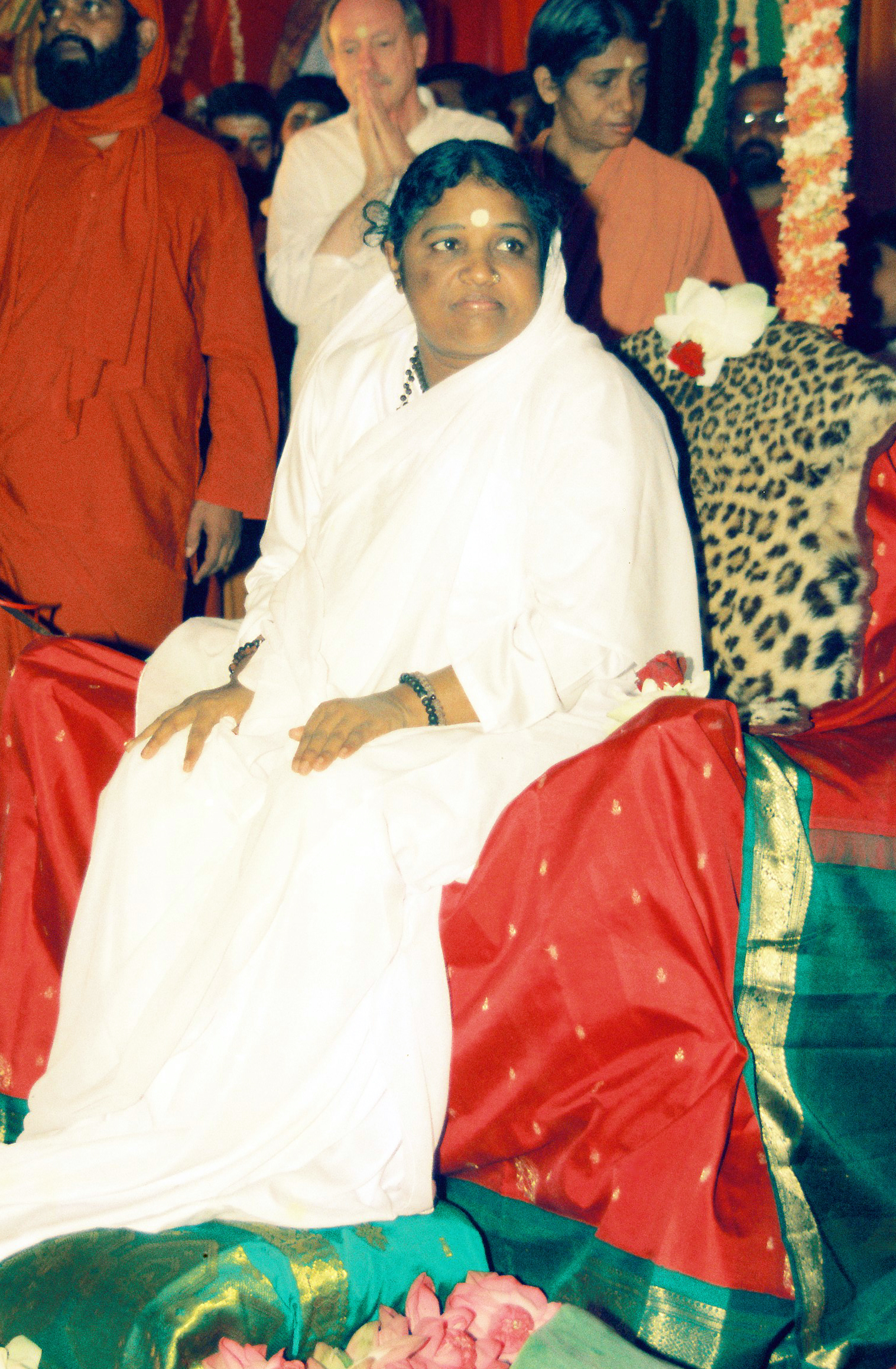
Mata Amritanandamayi (2010)

Amma oder Mata Amritanandamayi (Malayalam: മാതാ അമൃതാനന്ദമയി; Sanskrit: माता अमृतानन्‍दमयी, Mātā Amṛtānandamayī; * als Sudhamani Idamannel am 27. September 1953 in Parayakadavu, Kerala) ist eine indische geistliche Führerin mit weltweiter Anhängerschaft. Von ihren Anhängern wird sie Amma bzw. Ammachi (Malayalam/Tamil „Mutter“) genannt und als Avatar-Guru verehrt.

## Leben
Amma wurde als Sudhamani Idamannel in eine arme Fischerfamilie geboren. Von den 13 Kindern, die ihre Mutter gebar, starben fünf bei der Geburt oder im Säuglingsalter. Von den acht überlebenden Kindern, vier Mädchen und vier Jungen, war Sudhamani die drittälteste. Mit neun Jahren verließ sie die Schule und begann im Haushalt ihrer Familie mitzuarbeiten und sich um ihre jüngeren Geschwister zu kümmern. Später absolvierte sie drei Jahre lang eine Ausbildung zur Näherin in einer christlichen Missionsstation.
Im September 1975 erlebte sie ihren ersten Krishna-Bhava (Verkörperung oder Verschmelzung mit der Gottheit). Dies löste erhebliche Unruhe in ihrer Umgebung aus. Viele Menschen wollten sie sehen und begannen sie zu verehren. Bei ihrer Familie und einem Teil ihrer Umgebung stieß sie mit ihrem Verhalten jedoch auf Unverständnis und Ablehnung. Im März 1977 durchlief sie eine Phase des Fastens und starker religiöser Hingabe, während der sie Visionen hatte. Während dieser Phase konnte sie sich kaum selbst versorgen, weshalb sich Frauen aus dem Dorf um sie kümmerten. Im Jahre 1977 kamen auch Devi-Bhavas dazu. Die Krishna-Bhavas gab sie jedoch nach einigen Jahren auf.
Ende 1979 bildete sich der Kern eines nicht-offiziellen Ashrams um Amma. Er bestand aus einer Gruppe von vier jungen Indern, die zusammen in der Stadt Harippad aufgewachsen waren, sowie dem Amerikaner Neal Rosner, der später unter dem Namen Swami Paramatmananda bekannt wurde, und der damals 18-jährigen Australierin Gail Tredwell. Am 6. Mai 1981 wurde unter dem offiziellen Namen Mata Amritanandamayi Math ein Ashram gegründet.

## Umarmungen

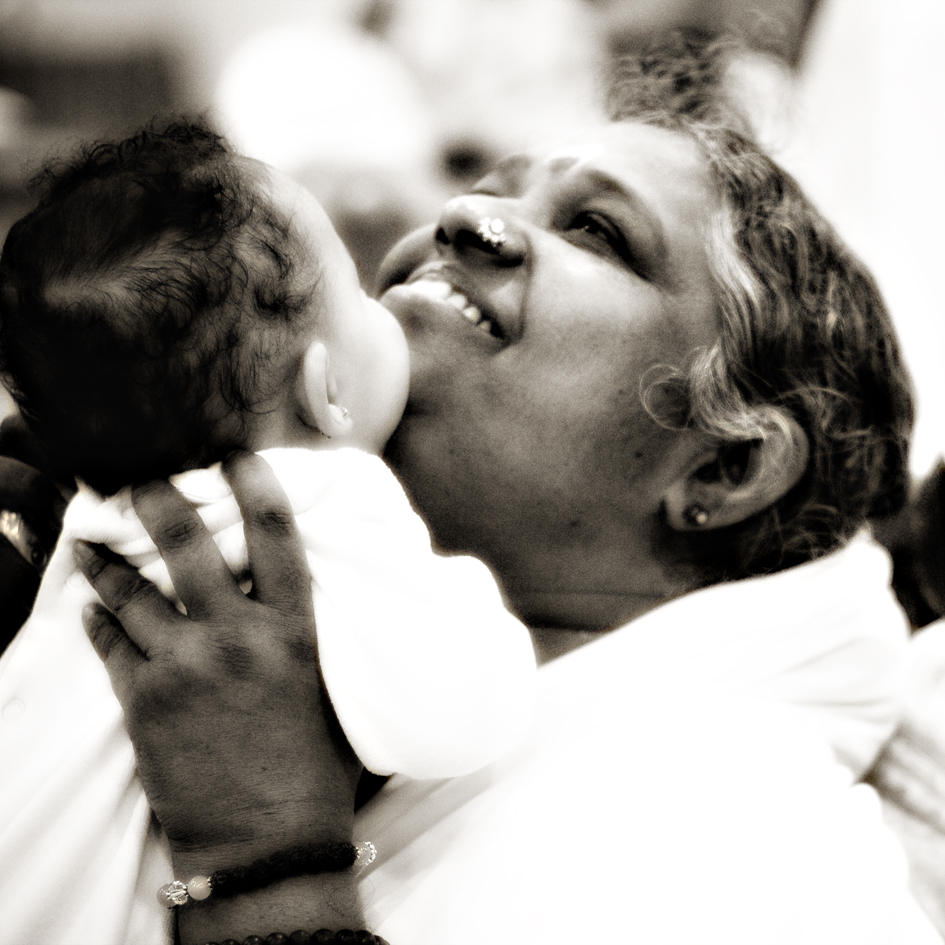
Mata Amritanandamayi (2009)

Mata Amritanandamayis Markenzeichen sind darshans, bei denen sie jeden, der das wünscht, umarmt. Im Englischen ist sie deshalb als the hugging saint, im Niederländischen als knuffelgoeroe bekannt. Zu Anfang tat sie dies an drei Tagen in der Woche, heute leistet sie diese Umarmungen fast jeden Tag viele Stunden lang. Für die Umarmungen werden Nummern ausgegeben und Amma umarmt so lange, bis auch jeder mit einer Nummer die Umarmung erhalten hat, was oft bis tief in die Nacht, zuweilen sogar bis Sonnenaufgang dauert. Aufgrund des Andrangs wurden die Umarmungen immer kürzer, vor allem in Indien, wo der Andrang sehr groß ist.
Zur Umarmung von Amma gehört auch, dass sie jedem als prasadam eine Süßigkeit mitgibt, meist ein indisches Bonbon und vibhuti. Sie reist auch regelmäßig in westliche Länder, um diese Begegnungen, zu denen oft tausende von Menschen kommen, abzuhalten. Bis zum Jahr 2014 hat sie nach ihren Angaben 33 Millionen Umarmungen durchgeführt. Nebenbei beantwortet sie Fragen, die ihr ins Malayalam übersetzt werden. Amma macht sich, im Gegensatz zu anderen Meistern, für jedermann leicht zugänglich.

## Lehre
Ammas Lehre gründet auf Sanatana Dharma, dem „ewigen, universellen Gesetz“, der Grundlage der Veden und des Hinduismus.
Kerngedanke des Sanatana Dharma ist der panentheistische Monotheismus – die gleichzeitige Transzendenz und Immanenz Gottes in der Schöpfung. Amma lehrt den Weg des Bhakti-Yoga, und gleichzeitig betont sie die nichtdualistische Betrachtungsweise des Advaita-Vedanta. Sie steht dabei in Vaishnava-Tradition, ohne jedoch selbst einen spirituellen Lehrer gehabt zu haben oder einer bestimmten Überlieferungstradition anzugehören. Neben Bhakti ist Karma-Yoga, der Weg der guten Tat, für Amma wichtig.
Das wirklich Neue bei Amma sind die Umarmungen, die ohne Vorbild und Vorläufer sind. „Heilige halten sich nicht an konventionelle Verhaltensregeln, ihr Benehmen ist oft rätselhaft. Es gibt Heilige, die immer schweigen; und es gibt diese Frau, Mata Amritanandamayi, genannt Amma («Mutter»), die alle Menschen ohne Unterschied umarmt und liebkost, als ob sie kleine Kinder wären. Ihr Verhalten würde überall auf der Welt ungewöhnlich wirken – in der indischen Kastengesellschaft mit ihren Reinheits- und Meidungsregeln, ihren ausgeprägten Berührungsängsten, wirkt es revolutionär.“
Anhänger von Amma werden nicht aufgefordert, ihre angestammte Religion zu verlassen. Die Rolle eines spirituellen Meisters, eines Gurus, wird jedoch betont. Amma gibt ihre Lehren mündlich weiter; Schüler zeichnen sie auf und veröffentlichen sie. Amma legt Wert darauf, dass die Praxis wichtiger ist als die Theorie. Dem Studium der heiligen Schriften des Hinduismus wird kein übermäßig hoher Stellenwert beigemessen.

## Karitative Projekte
Amma ist für ihre zahlreichen wohltätigen Projekte und Stiftungen bekannt. Träger in Indien ist der Mata Amritanandamayi Math, ein registrierter „Public Charitable Trust“ (eingetragener karitativer Verein) mit Hauptsitz in Amritapuri. Mata Amritanandamayi Math ist eine Nichtregierungsorganisation (NGO) und mit dem Konsultativ-Status der UNO ausgezeichnet. In Deutschland unterstützt der gemeinnützige Verein Amrita e.V mit Hauptsitz in Bad Honnef den Mata Amritanandamayi Math, in der Schweiz die Amrita Vereinigung Schweiz und in Österreich der Amrita Austria e. V.
Zu den bekanntesten Aktivitäten gehört ein Häuserbauprojekt, bei dem kostenlose Unterkünfte für bis dahin obdachlose Familien gebaut werden. Bisher sind 56.000 Häuser errichtet worden. In Parippally wurde ein Waisenhaus für knapp 500 Kinder errichtet. Zudem wurden in den letzten 25 Jahren in ganz Indien 56 Grund- und weiterführende Schulen aufgebaut, in denen mehr als 80.000 Kinder und Jugendliche ausgebildet werden, mit dem Ziel, dass sie eigenverantwortlich handelnde Menschen werden. 1994 wurde eine Universität gegründet mit inzwischen 13 Fakultäten, die auf ganz Indien verteilt sind und derzeit mehr als 20.000 Studenten ausbilden. Das Credo der Universität ist es, alle Forschungsarbeit dem Wohle der Menschlichkeit und nicht dem materiellen Profit zu widmen. Weltweite Kooperationen und selbstloser Einsatz aller Beteiligten haben in den letzten Jahren diese Universität zu einer der am schnellsten wachsenden und erfolgreichsten privaten Universitäten in Indien gemacht.
Ein an die medizinische Fakultät angeschlossenes Klinikum mit 1450 Betten hat seit 1994 mehrere Millionen Behandlungen Bedürftiger kostenfrei durchgeführt. Jährlich werden 54.000 Patienten stationär sowie 615.000 Patienten ambulant behandelt, größtenteils durch die Einnahmen der zahlenden Patienten finanziert.
Die Finanzierung der karitativen Werke wird durch Spenden, aber auch mit staatlichen Hilfen und kommerziellen Gewinn erzielenden Unternehmen wie AmritaLife oder Amrita TV gewährleistet.
Des Weiteren gibt es ein Projekt, das armen Witwen und Invaliden eine kleine Rente sichert, sowie Katastrophenhilfe (Tsunami, Erdbeben in Gujarat, Hurricane Katrina), Altenpflegeheime und ein Projekt, das Bedürftigen Rechtsbeistand bietet. Außerdem wurde ein Umweltschutzprojekt namens „GreenFriends“ gegründet, das das Umweltbewusstsein in Indien fördern will, Wälder wieder aufforstet und bestehende Wälder zu schützen sucht. Immer mehr Bauern bringen sich wegen ihrer hoffnungslosen Verschuldung in Indien um. Mata Amritanandamayi Math unterstützt die Angehörigen: 30.000 Kinder erhalten Schulgeld/Kleider/Essen und 5.000 Frauen eine Ausbildung bezahlt, damit sie in der Baumwollindustrie arbeiten können. Außerdem werden Darlehen für die Eröffnung eines eigenen Geschäfts vergeben.

## Anhänger
Von 1987 bis 2019 unternahm Amma jedes Jahr Reisen, bei denen sie Europa, zweimal im Jahr die USA und Kanada sowie Australien, Malaysia, Japan, Réunion, Mauritius, Chile und Brasilien besucht. 1988 besuchte sie zum ersten Mal Deutschland. 2007 feierte sie ihren 20. Jahresbesuch in München, während dessen sie etwa 15.000 Besucher umarmte. Organisiert werden die kostenlosen Veranstaltungen von zahlreichen ehrenamtlichen Helfern. Seit dem Jahre 2020 konnte Amma wegen Covid-19 nicht mehr auf Reisen gehen und hatte 2023 ihre Reisen nach Europa nicht wieder aufgenommen.
Die Anhängerschaft Ammas ist sehr heterogen, die Mehrheit stellen jedoch Inder. Die indische Mittelklasse ist nach Maya Warrier besonders stark vertreten. Des Weiteren gibt es Anhänger Ammas in Ländern mit Bevölkerungsteilen indischer Herkunft wie Malaysia, Singapur, Mauritius und Réunion. In Europa, Nordamerika und Japan hat Amma viele Anhänger, die sich jedoch für gewöhnlich keineswegs als Hindus verstehen, sondern mehr oder minder stark in den religiösen Traditionen dieser Länder verwurzelt sind.
Die Anhänger Ammas sind in lokalen Satsang-Gruppen organisiert, die sich meist zwischen einmal pro Monat bis einmal pro Woche treffen. Daneben gibt es einige Dutzend Brahmacharis und Sannyasis, die in von Amma organisierten Gemeinschaften leben und sowohl Männer als Frauen umfassen. Die Ordensregel wurde von den Ramakrishna-Mönchen übernommen, die auch die erste Mönchsweihe übernahmen.

## Kritik
Im Jahr 2013 veröffentlichte Gail Tredwell, die 20 Jahre lang, von der Gründung des Ashrams bis 1999, unter dem Namen Gayatri in der unmittelbaren Umgebung von Amma gelebt hatte, ein Buch mit dem programmatischen Titel Holy Hell: A Memoir of Faith, Devotion, and Pure Madness, worin sie sich kritisch mit dem Ashram auseinandersetzt. Als „heilige Hölle“ versteht Gail Tredwell in ihrer Autobiografie ihr Leben als Anhängerin Ammas und Dienerin im Ashram. Sie beschreibt einen autoritären, zeitweilig aggressiven Führungsstil Ammas und behauptet, geschlagen und vom höchsten Swami des Ashrams mehrfach sexuell missbraucht worden zu sein. Amma selbst wirft sie vor, mit mehreren Swamis Liebesbeziehungen unterhalten zu haben, obwohl alle Beteiligten vorgaben, zölibatär zu leben. Außerdem behauptet Tredwell, Amma habe Großspender, die ihr 100.000 US-Dollar überlassen hätten, bevorzugt und deren Geld nicht für karitative Zwecke ausgegeben, sondern auf Bankkonten deponiert. Ferner soll sich laut Tredwell Amma und ihre Familie mit Geld und Goldschmuck bereichert haben. Amma beantwortet hierüber Fragen ausführlich in einem persönlichen Interview in Kerala 2014.
Die Verbreitung dieser Anschuldigungen durch Presseorgane führte zu heftigen Reaktionen der Ashram-Leitung, die 2014 gerichtlich gegen einen Fernsehsender in Kerala vorging, der ein Interview mit Tredwell ausgestrahlt hatte. Die rechtlichen Reaktionen richteten sich auch gegen andere Medien in Kerala, die über das Buch berichtet hatten. Auch eine schweizerische Esoterikzeitschrift musste nach einer Klageandrohung einen Beitrag zurückziehen. Amma wies alle Vorwürfe zurück.
Ähnliche Kritik an Amma übte schon zuvor der Journalist Sreeni Pattathanam in einem 1985 auf Malayalam veröffentlichten Buch. Pattathanam, der Generalsekretär des Vereins der indischen Rationalisten in Kerala ist, berichtet darin außerdem über seltsame Todesfälle im Aschram und zweifelt die angeblich von Amma bewirkten Wunder an. Das Buch wurde mit dem Vorwurf der „Blasphemie“ zensiert. 2004 wurde er wegen der Buchveröffentlichung nach einer Anzeige eines Mitglieds des Aschrams gerichtlich angeklagt.

## Auszeichnungen
- 2002: Gandhi-King Award für Gewaltlosigkeit
- 2006: James Parks Morton Interfaith Award (er wird Persönlichkeiten verliehen, die sich um interreligiöse Verständigung bemühen)
- 2007: Cinéma Vérité Award für ihre Bemühungen um Friede und Harmonie in der Welt

## Filmografie
- 1997: Amma’s Ashram, Dokumentarfilm, Deutschland
- 2005: Darshan, die göttliche Umarmung, Dokumentarfilm, Frankreich
- 2016 Science of Compassion by Shekhar Kapur, Dokumentarfilm, Indien